# Orzeł (statek kosmiczny)

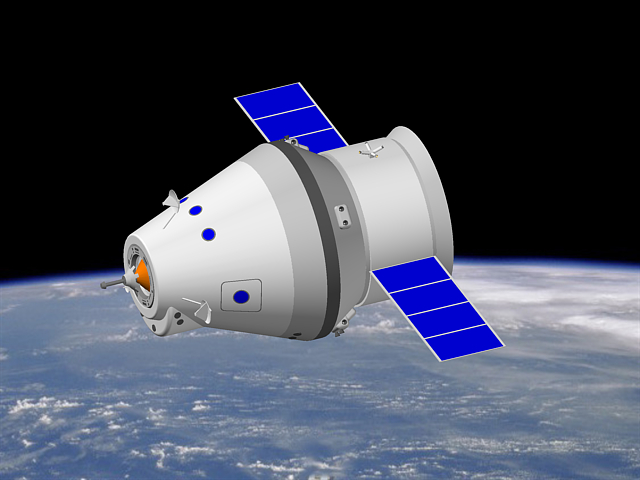
PPTS (grafika) według projektu z 2009 r.

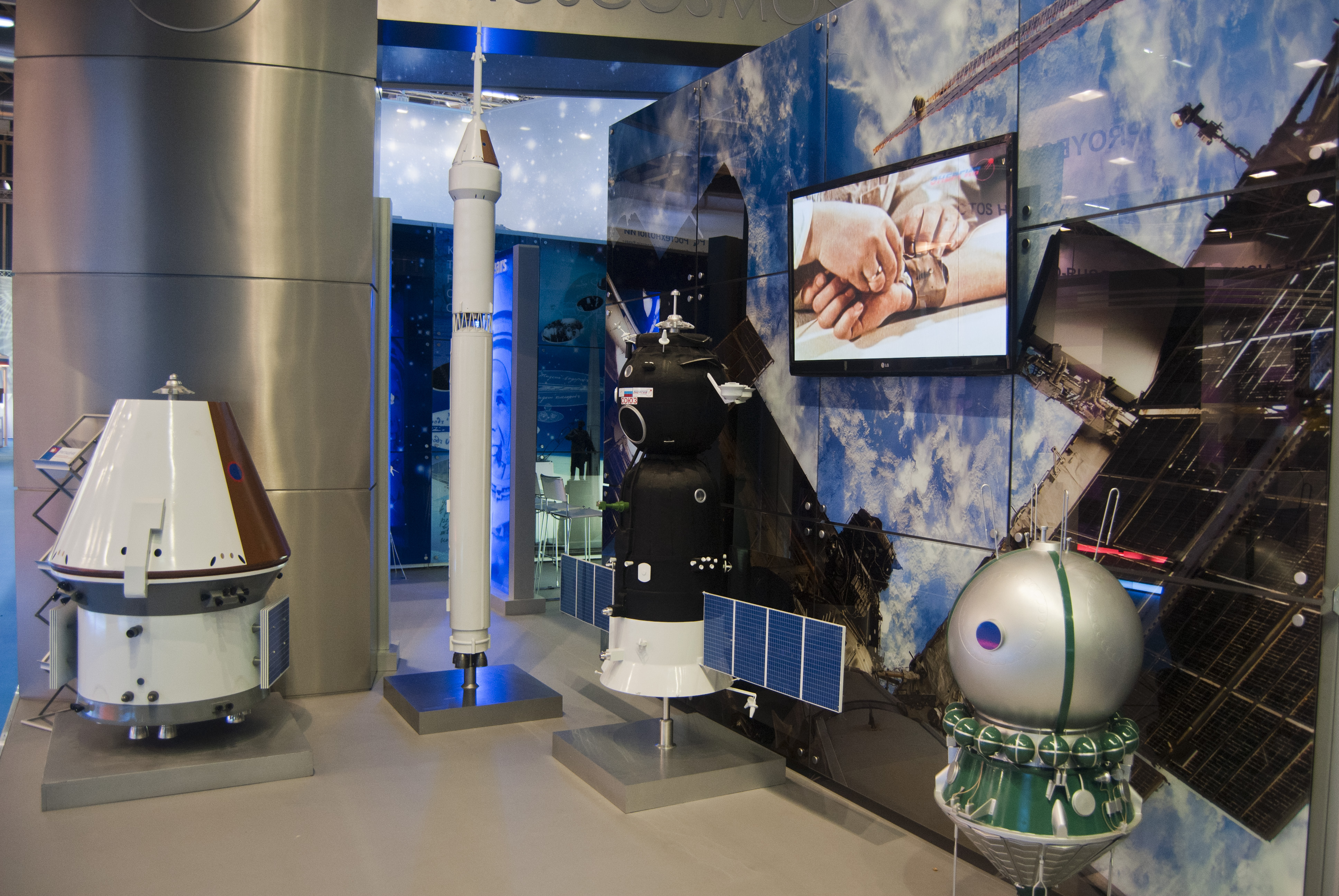
Od lewej modele statków załogowych: PTK NP, rakieta Angara A5 z PTK NP, Sojuz, Wostok/Woschod (2011)

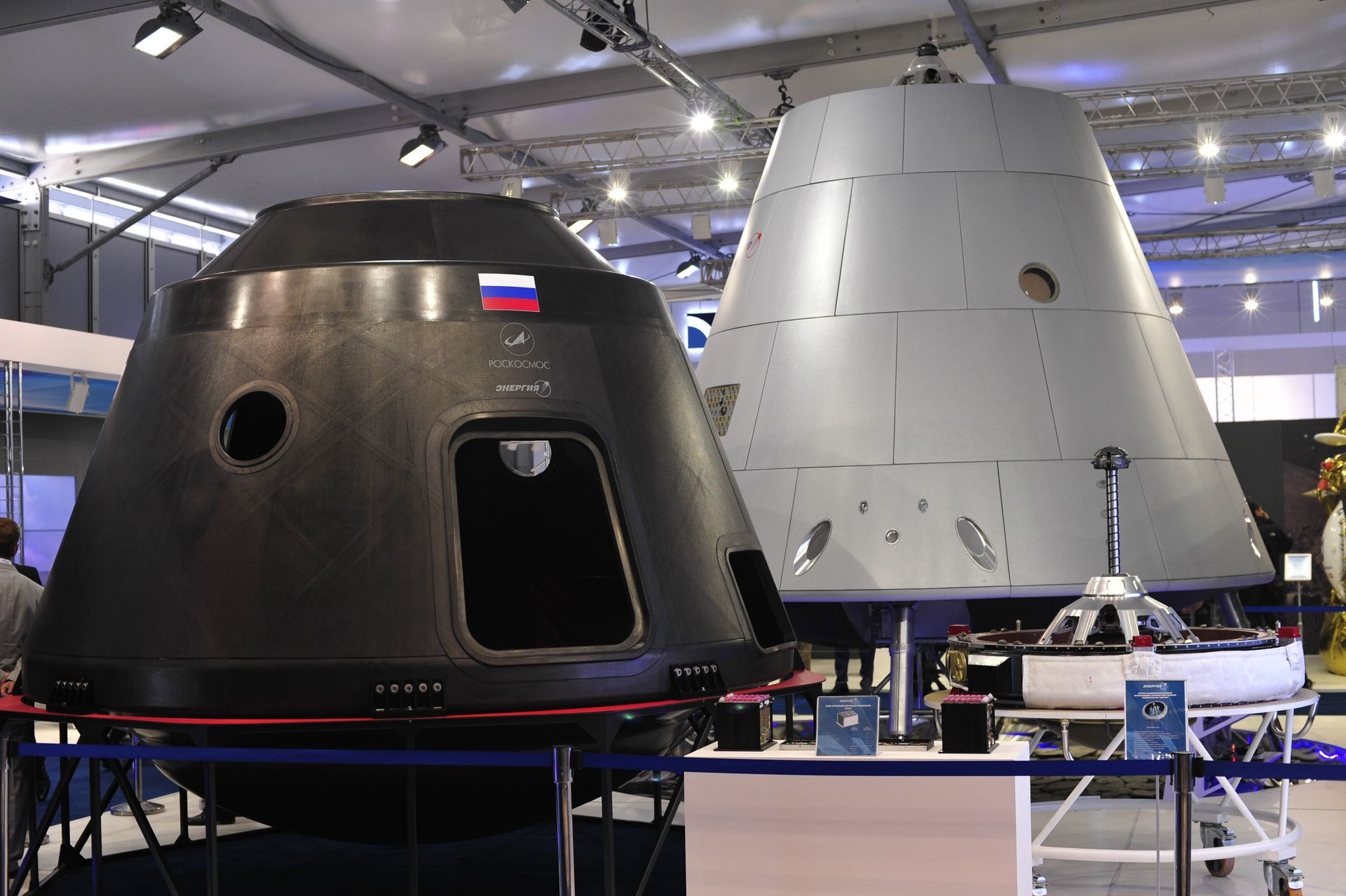
Makiety, z lewej pochodząca z 2015 r.

Orzeł (ros. Орёл), dawne nazwy: Federacja (ros. Федерация), PTK NP (ros. Пилотируемый транспортный корабль нового поколения), PPTS (ang. Prospective Piloted Transport System; ros. Перспективная Пилотируемая Транспортная Система, nieoficjalnie nazywany także Ruś (ros. Рус)) – planowany rosyjski transportowo-załogowy pojazd kosmiczny. Statki tego typu mają zastąpić około 2024 r. statki typu Sojuz.
W 2015 r. Roskosmos ogłosił konkurs na nazwę statku. 15 stycznia 2016 r. ogłoszono, że została mu nadana nazwa Federacja. W 2019 roku szef Roskosmosu, Dmitrij Rogozin poinformował o zmianie nazwy na Orzeł.

## Opis ogólny
Rozpoczynając prace nad nowym statkiem kosmicznym Federacja definitywnie zrezygnowano z konstrukcji mini wahadłowca Kliper na rzecz pojazdu kosmicznego składającego się z jednorazowego użytku modułu silnikowego i przyrządowego, oraz modułu powrotnego – kapsuły wielokrotnego użytku w postaci ściętego stożka.
Statek będzie zdolny do wynoszenia na niską orbitę okołoziemską sześcioosobowej załogi i 500 kg ładunku użytecznego, albo dwuosobowej załogi i 1000 kg ładunku. Główne zadania statku to szybkie (1-2 doby od startu) zbliżenie i połączenie ze stacją orbitalną (ISS lub rozważana przyszła rosyjska stacja orbitalna) lub z ekspedycyjnym statkiem umożliwiającym loty poza niską orbitę wokółziemską. Statek ma umożliwiać również długotrwałe loty autonomiczne po wokółziemskiej orbicie. Przewiduje się również wykorzystanie statku do lotów wokółksiężycowych.
Rozpatruje się kilka wariantów powrotu i lądowania modułu powrotnego. Ponieważ wszystkie nowe statki kosmiczne mają startować z kosmodromów położonych na terenie Rosji i tam lądować, jedynym możliwym miejscem przyszłych lądowań jest Syberia. Dlatego jednym z najważniejszych problemów jest precyzja lądowania, w założeniu ma to być obszar o promieniu 10 km. Moduł powrotny będzie wielokrotnego użytku. Przewiduje się, że statek będzie ponownie wykorzystywany nawet dziesięć razy, jedynie osłona termiczna ma być wymieniana.

## Dane techniczne
Dane ogólne:
- Przeznaczenie: loty na orbitę Ziemi, prawdopodobnie także Księżyca i Marsa
- Główny wykonawca: RKK Energia
- Rakieta nośna: Angara
- Miejsce startów: kosmodrom Wostocznyj

Dane techniczne:
- Załoga (wersja załogowa): 6 osób (przy lotach wokółksiężycowych: 4)
- Maksymalny ładunek (wersja cargo): 2 t (powrót: 0,5 t)
- Pojemność użyteczna: 18 m³
- Długość: 6,1 m
- Maksymalna średnica korpusu: 4,4 m
- Masa: 12 t przy lotach orbitalnych, 16 t przy lotach wokółksiężycowych
- Masa kapsuły powrotnej: 4,5 t (z systemem miękkiego lądowania: 8 t)
- Czas lotu autonomicznego: do 14 dni

## Harmonogram
W 2009 r. planowane działania związane z realizacją projektu przedstawiano następująco:
- czerwiec 2010 – ukończenie wstępnego projektu statku,
- wrzesień 2010 – ukończenie wstępnego projektu rakiety nośnej Rus-M przewidzianej dla tego statku,
- 2015 – pierwszy lot statku PPTS w wersji cargo podczas pierwszego startu rakiety Rus-M (z kosmodromu Wostocznyj),
- 2018 – pierwszy załogowy lot statku PPTS.

W 2011 r. nastąpiło zamknięcie programu budowy rodziny rakiet Rus-M, w związku z czym rakietą nośną dla statku, od 2010 r. określanego jako PTK-NP, będzie budowana obecnie rakieta Angara 5.
W miarę realizacji projektu z roku na rok przesuwane są terminy oddania nowego statku do służby.  Aktualny harmonogram podany w 2016 r. zawiera następujący program pierwszych misji statku Federacja:
| Data      | Zadania misji                                                  |
| --------- | -------------------------------------------------------------- |
| 2021–2022 | Pierwszy, bezzałogowy lot na LEO rakietą Angara 5P             |
| 2023      | Bezzałogowy lot do ISS                                         |
| 2023–2024 | Załogowy lot do ISS                                            |
| 2026      | Bezzałogowy lot wokół Księżyca                                 |
| 2029      | Bezzałogowy lot na orbitę Księżyca nową, bardzo ciężką rakietą |
| 2030      | Załogowy lot na orbitę Księżyca                                |
| 2031      | Załogowe lądowanie na Księżycu                                 |

Ze względu na systematyczne ograniczanie funduszy przeznaczanych na rosyjski program kosmiczny, przypuszcza się, że powyższe terminy nadal będą poważnie opóźniane.